# Левашов, Константин Васильевич
Константин Васильевич Левашов (16 апреля 1787 — 5 мая 1813) — действительный статский советник, участник русско-турецкой войны 1806—1812 годов и Отечественной войны 1812 года. Младший брат графа В. В. Левашова.

## Биография
Внебрачный сын обер-егермейстера В. И. Левашова, до 1798 года носил фамилию Карташёв. Правительствующий сенат 5 августа 1798 года распорядился признать за ним дворянское достоинство и право на фамилию Левашов. Родился в Петербурге, крещен 19 апреля 1787 года в  церкви Вознесения при восприемстве генерал-майора А. М. Селиверстова и графини Е. И. Апраксиной. 
На службу поступил в 1804 году юнкером в департамент министерства юстиции, откуда в следующем году поступил в Белорусский полк, а в 1806 году был произведён в корнеты. В русско-турецкой войне Левашов участвовал в боях при Урженице (1806 г.), Турбате (1807 г.), за что был награждён орденом Святой Анны 4-й степени. Принимал участие в осаде Журжи и блокаде Измаила, в сражении при Обилешти, где удостоился награды ордена Святого Владимира 4-й и степени, и при блокаде Силистрии.
В 1810 году Левашов перевёлся в кавалергарды, в 1813 году произведён был в поручики и в том же году — в штаб-ротмистры. Он участвовал с полком в Отечественной войне и за Бородино был награждён золотой шпагой «За храбрость». В сражении под Малоярославцем он получил рану, от которой скончался 15 мая 1813 года.